# Церебрална парализа
Церебрална парализа (лат. paralysis cerebralis), је стање настало оштећењем дјечијег мозга интраутерино, на порођају или у првим годинама живота. Овако настала оштећења третирају се као трајна и стационарна, не показујући тенденцију прогресије. Церебрална парализа је скуп хетерогених патолошких симптома који се клинички манифестују као поремећаји моторике, постуре и моторних вештина, могу бити праћени интелектуалним, сензорним и емоционалним поремећајима. Примарни проблем је дефект у иницирању и егзекуцији покрета. Учесталост церебралне парализе је 2 на 1000 живорођене дјеце.

## Етиологија
У неуролошкој литератури етиолошки фактори церебралне парализе подјељени су у три групе: пренатални, перинатални, постнатални.

### Пренатални фактори
У њих се убрајају интоксикације, изазване тровањем угљен-моноксидом, или еклампсије и инфективна обољења мајке током трудноће или трауме настале крварењем из постељице која изазивају аноксију плода.
| Инфективна обољења         | леус, токсоплазма, Рубеоло, цитомегаловирус, херпес симплекс итд.                                                       |
| Интоксикације              | еклампсије; Угљен- моноксид                                                                                             |
| Општа обољења мајке        | туберкулоза, анемија, декомпензација                                                                                    |
| Ендокрини поремећаји       | хиперртиреодизам, дијабетис мелитус, кортизон итд.                                                                      |
| Токсичне супстанце         | јонизирајуће зрачење, никотин, алкохол, тешки метали итд.                                                               |
| Лијекови                   | талмидормид, цитостатици, хистаминици, антидепресиви, салицитати, инсулин, сулфоанамид, пеницилин Г, хлорамфеникол итд. |
| Поремећаји у исхрани мајке | храна сиромашна бјеланчевинама, витаминима, калцијумом, фосфором, хипервитаминоза А, итд                                |
| Трауме                     | крварење, аноксија |

### Перинатални фактори
Ови фактори су везани за порођајне трауме које настају као последица притиска на главу плода приликом порођаја. Разликују се четири облика неонаталних хеморагија насталих као последица порођајне трауме:
- субдурална хеморагија - данас је ријеткост јер се порођај обавља стручно
- субарханоидна хеморагија - ријетко оставља трауме
- интрацеребрална хеморагија - није сигурно да оставља последице
- перивентрикулусна хеморагија

### Постнатални фактори
| Порођајна траума | механички ефекти, компресија, хеморагија, асфиксија, едеми, тромбозе |
| Аноксија         | крварења, плацентарна исуфицијенција, јаке анемије, тровање угљен-диоксидом |
| Керинктерус      | претежно нормалне али појачане жутице (прематурус, терапија витамином К, сулфоанамиди, хлорамфеникол, сепса, хепатитис, конгенитална цироза новорођенчета-непознатог поријекла) Кригер. Најаново обољење ( конгенитални недостатак ензима билирубин-глукронил-трансферзе) хемолитичко обољење новорођенчета |
| Инфекције        | Енцефалитис, менингитис, сепса, херпес, ХИВ инфекција идр |

## Клиничка слика
Рани застој је први знак дјечије церебралне парализе, што родитељи примјете неколико мјесеци по рођењу дјетета. Рани знаци церебралне парализе су:

### Поремећај мишићног тонуса
Јавља се у облику хипертоније, стиснуте песнице, положај опистотонуса и пасивног отпора, маказа феномен.

### Заостајање примитивног рефлекса врата
Јавља се као асиметрични тонични рефлекс врата и укрштени рефлекс екстензора.

### Асиметрија у неуролошким знацима
У облику тонуса, реакције "падобранца" која настаје прије 12. мјесеца, и тетивних мишићних рефлекса.

### Тетивни рефлекси
Јављају се у облику клонуса.

### Остале карактеристике
Више од 50% особа са церебралном парализом има менталну ретардацију. Око 30% има ЕПИ нападе који опстају и код 10% одраслих, највише су заступљени код хемиплегија. Немогућност учења проблеми пажње, визуелни и аудитивни дефекти у перцепцији, недостатак визуомоторне координације. Касно усвајање читања, математике и моторних вештина.

## Класификација

### Неуролошка класификација са топографском дистрибуцијом

#### Спастични синдром
- хемиплегија (унилатерална, рука је више оштећена од ноге)
- билатерална спастична хемиплегија или хемипареза (обухвата сва четири екстремитета са већим оштећењем на рукама, ретка слика)
- диплегија ( пареза оба доња екстремитета са мало или ни мало оштећеним рукама)
- квадриплегија (пареза сва четири екстремитета са оштећеним ногама више него рукама)

#### Дискинетчки синдром: (Екстрапирамидални синдроми):
Нехотични покрети мјешају се са активним и ометају функцију сва четири екстремитета, обично са већим оштећењем на доњим удовима него на горњим. Невољни покрети могу бити:
- хореа: брзе, нередовне, неочекиване контракције једног мишића или малих мишићних група лица, булбарних мишића или дисталних дјелова екстремитета.
- атетоза: спори, црвуљасти, искривљени покрети, највише укључују дисталне мишиће са диснергијом супротних мишићних група
- дистониа: ритмичке, обично непрекидне промене тонуса са покретним дисторзијама трупа и највећим дјелом проксималних мишића екстремитета.* *бализми: широки, нагли или грчевити покрети крајњих делова тијела

#### Атаксични синдром:
Неуравнотежени и некоординисани вољни покрети трупа и мускулатуре екстремитета. Нижи удови су обично више захваћени од виших.

#### Мјешани синдром:
Садрже особине спастицитета и дискинезије, нпр: спастично-дискинетична квадрипареза, спастично-дистонична хемиплегија итд.

## Препоручена литература
- О церебралној парализи - Регионално удруженје угрожених церебралном парализом

|  | Молимо Вас, обратите пажњу на важно упозорење у вези са темама из области медицине (здравља). |